# 暗藍袋巨口魚
暗藍袋巨口魚（学名：Photonectes caerulescens）为輻鰭魚綱巨口鱼目巨口鱼科的其中一種。分布於全球三大洋海域，為深海魚類，棲息深度100-2000公尺，本魚背鰭與臀鰭鰭條顯著，體不覆蓋著厚的皮膚。觸鬚短且沒有明顯的球莖，腹部中央有藍色發光的條紋，背鰭軟條18枚;臀鰭軟條21枚，體長可達15公分。

## 扩展阅读
維基物種上的相關：暗藍袋巨口魚